# Testata Giornalistica Regionale

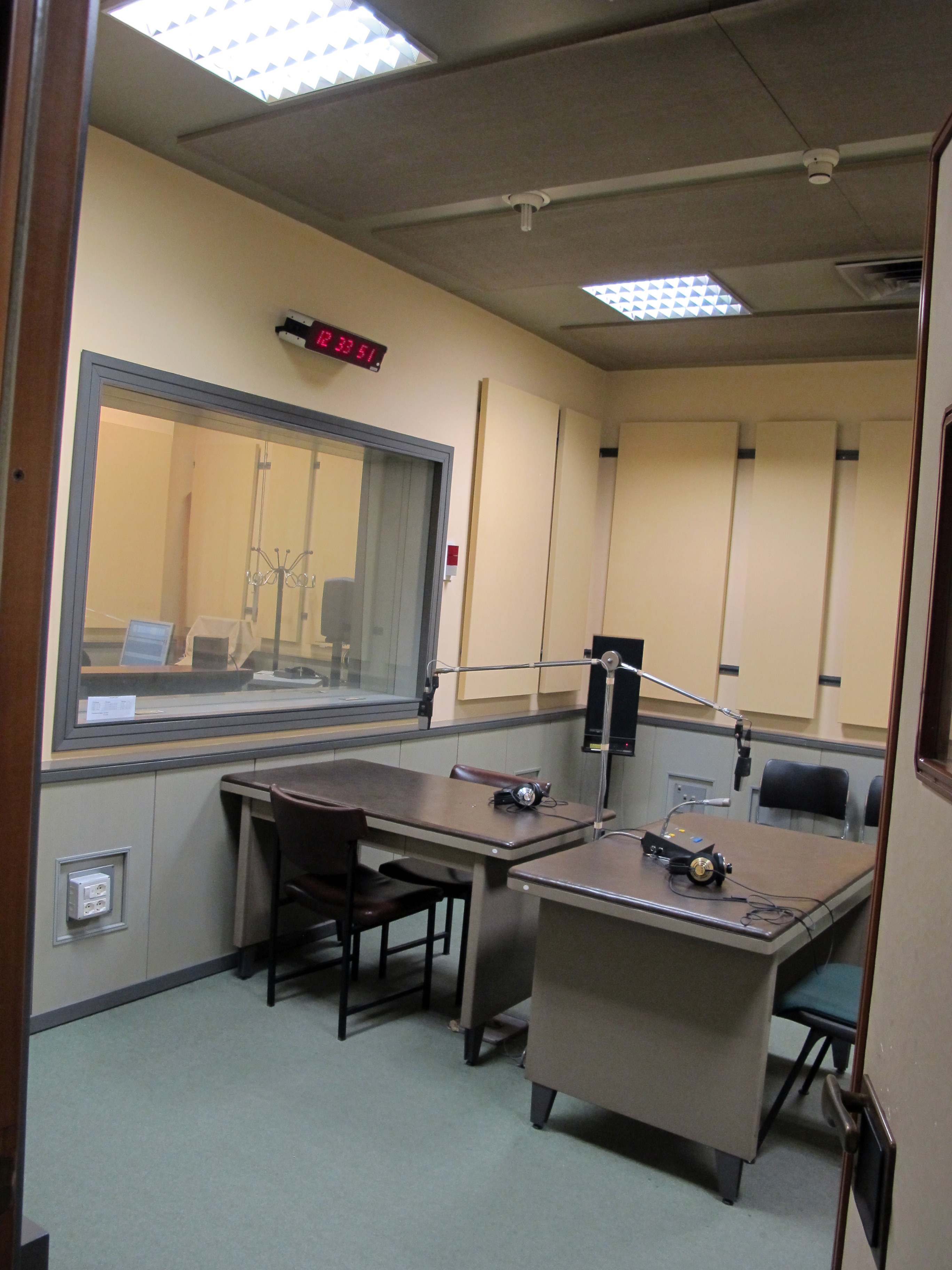
Uno studio radiofonico del Giornale Radio regionale nella sede Rai di Firenze

La Testata Giornalistica Regionale (TGR) della Rai è l'organizzazione giornalistica territoriale del servizio radiotelevisivo pubblico italiano, articolata in una molteplicità di redazioni distribuite in tutto il Paese.
La sigla TGR identifica anche ciascuna edizione del notiziario regionale da essa prodotto per la televisione; qui di seguito si tratterà della testata che produce e manda in onda i telegiornali e i relativi programmi a vocazione prettamente regionale.

## Struttura
La Testata Giornalistica Regionale della Rai è composta dalle 24 redazioni territoriali del servizio radiotelevisivo pubblico e produce trasmissioni di informazione sia a diffusione regionale (come TG, GR e Buongiorno Regione) sia a diffusione nazionale (come Leonardo e Buongiorno Italia), trasmesse dalla Rai (quelle radiofoniche su Rai Radio 1 e quelle televisive su Rai 3) tutti i giorni (come i TG delle 14.00 e delle 19.35) oppure solo nei giorni feriali (come Buongiorno Regione e Piazza Affari) oppure solo una volta alla settimana (come Petrarca). La TGR produce anche un proprio flusso d'informazione di prossimità su web e social.
Le redazioni sono 24 perché ce n'è una in ciascuna delle venti regioni italiane, a cui si aggiungono una redazione italiana, una tedesca e una ladina a Bolzano, nonché una redazione slovena a Trieste. 
Quattro redazioni (delle 24 totali della TGR) risiedono presso quattro centri di produzione (Torino, Milano, Roma e Napoli). Le altre venti redazioni sono presenti nelle ventuno sedi regionali collocate nei rispettivi capoluoghi di regione, con due sedi distinte in Trentino-Alto Adige (una a Trento e una a Bolzano); fanno eccezione la sede calabrese, che si trova a Cosenza e non a Catanzaro, e la sede abruzzese, situata a Pescara anziché a L'Aquila.
La TGR è l'unica delle maggiori testate giornalistiche televisive e radiofoniche della Rai a non avere un unico, specifico e distinto canale di riferimento il cui numero (nella denominazione e nel logo) sia lo stesso contenuto nella denominazione e nel logo della testata come avviene per TG1 (in onda su Rai 1), TG2 (in onda su Rai 2) e TG3 (in onda su Rai 3). Da tale particolarità nasce una confusione mai risolta (soprattutto presso il pubblico generico) tra TGR e TG3, dovuta al fatto che entrambe queste testate trasmettono i loro telegiornali su Rai 3 (tra l'altro in orari ravvicinati): vista la presenza del numero 3 nel nome e nella grafica di Rai 3, a essere più penalizzato in termini di identificabilità non è tanto il TG3 ma la TGR (spesso chiamata dagli spettatori "TG3 Regionale").

### Organizzazione
A organizzare ciascuna redazione territoriale della TGR c'è un caporedattore regionale fisicamente presente, il quale risponde al proprio vicedirettore di area (due vicedirettori risiedono a Milano e si suddividono la responsabilità delle redazioni Rai poste nelle regioni settentrionali; due vicedirettori risiedono a Roma e si suddividono la responsabilità delle redazioni Rai collocate in alcune regioni centromeridionali; un vicedirettore risiede a Napoli e ha la responsabilità delle sedi collocate nelle regioni meridionali). I vicedirettori di area, nei riguardi delle redazioni regionali a loro affidate, rappresentano il direttore di testata (il quale ha i suoi uffici presso la sede Rai di Borgo Sant'Angelo 23 a Roma).
I giornalisti della TGR, distribuiti nelle 24 redazioni territoriali della Rai, oltre a realizzare gli specifici prodotti informativi della TGR, contribuiscono ai telegiornali e ai giornali radio delle altre testate nazionali (TG1, TG2, GRR, eccetera) con servizi e collegamenti dalle loro rispettive regioni di lavoro. Questo vuol dire che, per esempio, se accade un fatto di rilievo a Genova, il TG1 può avvalersi di un servizio o di un collegamento a cura di un giornalista della TGR Liguria anziché inviare sul posto un proprio giornalista.

### Principali prodotti informativi regionali
I principali prodotti informativi realizzati dalle redazioni TGR e diffusi nei rispettivi territori sono (con alcune eccezioni locali): 
- TG: due edizioni quotidiane del telegiornale regionale, trasmesse da Rai 3 alle ore 14:00 (per circa 20' dal lunedì al sabato, per circa 11' la domenica e festività) e alle ore 19:35 (per circa 20').
- GR: tre edizioni quotidiane del giornale radio regionale, trasmesse da Rai Radio 1 alle ore 7:18 (per 12 minuti) dal lunedì al sabato, alle ore 12:10 (per 15 minuti da lunedì al sabato, 10 min la domenica e festività) e alle 18:30 (per 5 minuti, 28 minuti per la TGR Friuli-Venezia Giulia) dal lunedì al venerdì.
- Buongiorno Regione: una trasmissione televisiva informativa regionale del mattino, trasmessa da Rai 3 (dalle ore 7:30 alle 8:00) dal lunedì al venerdì, escluso il periodo estivo.

## Storia e direttori
| Testata        | Direttore                | Periodo                             |
| -------------- | ------------------------ | ----------------------------------- |
| Rai Regione    | Pier Vincenzo Porcacchia | marzo 1987 - ottobre 1990           |
| TGR            | Leonardo Valente         | ottobre 1990 - ottobre 1993         |
| TGR            | Barbara Scaramucci       | ottobre 1993 - settembre 1994       |
| TGR            | Piero Vigorelli          | settembre 1994 - agosto 1996        |
| TGR            | Nino Rizzo Nervo         | agosto 1996 - ottobre 1998          |
| Telegiornale 3 | Ennio Chiodi             | 1998 - 2000                         |
| Telegiornale 3 | Nino Rizzo Nervo         | 2000 - 2001                         |
| Telegiornale 3 | Antonio Di Bella         | 2001 - giugno 2002                  |
| TGR            | Angela Buttiglione       | giugno 2002 - ottobre 2009          |
| TGR            | Alberto Maccari          | ottobre 2009 - febbraio 2012        |
| TGR            | Alessandro Casarin       | febbraio 2012 - 30 settembre 2013   |
| TGR            | Vincenzo Morgante        | 1º ottobre 2013 - 30 settembre 2018 |
| TGR            | Alessandro Casarin       | 1º ottobre 2018 - 11 dicembre 2024  |
| TGR            | Roberto Pacchetti        | dall'11 dicembre 2024               |

Nota: i nomi evidenziati in verde chiaro sono i direttori che, oltre a dirigere la TGR, dirigevano anche il TG3.
La TGR nasce nel 1977 con il nome di Direzione dell'informazione radiofonica a diffusione regionale: essa aveva l'obiettivo di coordinare i programmi regionali radiofonici, e in seguito anche televisivi. Nel 1979 cambiò nome in Rai Regione, nel 1987 avvenne lo scorporo dei notiziari regionali del TG3, e nel novembre 1991 diventa TGR.
Nel marzo 1999, la TGR viene incorporata nella testata Telegiornale 3, nata dall'accorpamento del TG3 e della testata regionale. Di conseguenza, tutte le rubriche prima prodotte dalla TGR si adeguano alla nuova denominazione T3 (ad esempio, la rubrica fino a quel momento nota come TGR Ambiente Italia diviene T3 Ambiente Italia) e con la loro confluenza su Rai 3. Nel 2000, pur permanendo tale situazione, la sigla della testata unica torna ad essere TG3. 
Nel giugno 2002, la testata diviene nuovamente autonoma, scorporandosi dal TG3, e torna a chiamarsi TGR, venendo affidata ad Angela Buttiglione. 
Nell'ottobre 2008, nasce la rubrica a diffusione regionale Buongiorno Regione, in onda sperimentalmente solo in alcune regioni. Per l'occasione, nelle regioni interessate dalla sperimentazione, si rinnova lo studio di trasmissione, si realizza una nuova sigla, si allestisce una nuova grafica e si vara un logo per la nuova trasmissione (per i tg regionali e per la rubrica Il Settimanale si continuano a utilizzare gli studi tradizionali nonché la vecchia sigla e grafica). A partire dal gennaio 2009, vengono rinnovati gli studi delle restanti sedi regionali e finisce la fase sperimentale di Buongiorno Regione. 
Nell'ottobre 2009, il consiglio d'amministrazione della Rai nomina Alberto Maccari direttore e Alessandro Casarin condirettore. 
Nel maggio 2010, nasce la rubrica Buongiorno Italia; il 27 settembre 2010, debuttano un nuovo logo e una nuova grafica, mentre la sigla e gli studi rimangono sostanzialmente invariati. 
Nell'agosto 2011, nasce la rubrica Piazza Affari, dedicata all'economia italiana ed europea, inizialmente in onda su Rai News e poi trasferita su Rai 3. 
Nel febbraio 2012, in seguito alla nomina di Maccari alla direzione del TG1, Alessandro Casarin diviene direttore della TGR, mantenendo l'incarico fino al settembre 2013, quando si dimette per motivi personali. 
Nel mese di ottobre 2013 viene nominato direttore Vincenzo Morgante, per circa 10 anni caporedattore regionale della sede siciliana; sotto la sua direzione parte nel luglio 2014, iniziando dalla sede del Molise, la digitalizzazione della testata, che si chiude nel 2017. Morgante lascia l'incarico il 30 settembre 2018, poiché dal giorno successivo assume la direzione di Radio inBlu e di TV2000; al suo posto viene rinominato Alessandro Casarin, già direttore nel periodo tra il febbraio 2012 e il 30 settembre 2013.
L'11 dicembre 2024 Casarin lascia la direzione della testata. Viene nominato responsabile ad interim Roberto Pacchetti, già condirettore durante la direzione Casarin, che poi viene nominato direttore a partire dal 20 marzo 2025.

## Programmi

### A diffusione nazionale
| Programma          | Rete        | Giorno                                   | Orario | Redazione                                                                   | Genere                                                                 |
| ------------------ | ----------- | ---------------------------------------- | ------ | --------------------------------------------------------------------------- | ---------------------------------------------------------------------- |
| Buongiorno Italia  | Rai 3       | Dal lunedì al venerdì (tranne in estate) | 7:00   | Coordinato da Milano e Napoli (con collegamenti da tutte le sedi regionali) | Programma d'informazione nazionale                                     |
| Leonardo           | Rai 3       | Dal lunedì al venerdì (tranne in estate) | 14:50  | Torino                                                                      | Rubrica di approfondimento scientifico                                 |
| Bellitalia         | Rai 3       | Sabato (tranne in estate)                | 11:00  | Firenze                                                                     | Rubrica di approfondimento culturale                                   |
| Officina Italia    | Rai 3       | Sabato (tranne in estate)                | 11:30  | Milano e Bologna                                                            | Rubrica di approfondimento economico                                   |
| Estovest           | Rai 3       | Domenica (tranne in estate)              | 11:10  | Bari e Trieste                                                              | Rubrica di approfondimento sull'integrazione europea                   |
| Mediterraneo       | Rai 3       | Domenica (tranne in estate)              | 12:25  | Palermo                                                                     | Rubrica di approfondimento sui paesi mediterranei                      |
| Regioneuropa       | Rai 3       | Domenica (tranne in estate)              | 11:30  | Roma                                                                        | Rubrica di approfondimento sui rapporti tra l'Europa e le regioni      |
| Piazza Affari      | Rai 3       | Dal lunedì al venerdì                    | 15:05  | Milano                                                                      | Rubrica di approfondimento finanziario                                 |
| Petrarca           | Rai 3       | Sabato (tranne in estate)                | 12:55  | Torino                                                                      | Rubrica di approfondimento culturale su libri, cinema, teatro e musica |
| Mezzogiorno Italia | Rai 3       | Sabato (tranne in estate)                | 13:25  | Napoli                                                                      | Rubrica di approfondimento sul Sud Italia                              |
| Il Settimanale     | Rai 3       | Sabato (tranne in estate)                | 12:25  | Venezia                                                                     | Le notizie più rilevanti della settimana                               |
| Estovest Radio     | Rai Radio 1 | Domenica (tranne in estate)              | 6:05   | Firenze                                                                     | Rubrica di approfondimento sull'integrazione europea                   |
| RegionEuropa       | Rai Radio 1 | Domenica                                 | 7:15   | Roma                                                                        | Rubrica di approfondimento sui rapporti tra l'Europa e le regioni      |
| Gli amici animali  | Rai 3       | Sabato                                   | 10:40  | Venezia                                                                     | Rubrica sugli animali                                                  |
| Vita nei campi     | Rai Radio 1 | Domenica                                 | 12:15  | Trieste                                                                     | Rubrica di storia                                                      |

### A diffusione regionale
| Programma          | Rete        | Giorno                                   | Orario                    | Genere                             | Note |
| ------------------ | ----------- | ---------------------------------------- | ------------------------- | ---------------------------------- | --- |
| Buongiorno Regione | Rai 3       | Dal lunedì al venerdì (tranne in estate) | 7:30                      | Programma d'informazione regionale | |
| TG Regione         | Rai 3       | Tutti i giorni                           | 14:00                     | Telegiornale                       | |
| TG Regione         | Rai 3       | Tutti i giorni                           | 19:35                     | Telegiornale                       | |
| TG Regione         | Rai 3       | Tutti i giorni                           | 22:30                     | Telegiornale                       | Solo nella provincia autonoma di Bolzano                                                                   |
| GR Regione         | Rai Radio 1 | Tutti i giorni                           | 7:18 (tranne la domenica) | Giornale radio                     | |
| GR Regione         | Rai Radio 1 | Tutti i giorni                           | 12:10 (12:15 la domenica) | Giornale radio                     | Altre edizioni in Sardegna (tranne durante l'estate), Sicilia, Trentino-Alto Adige e Friuli Venezia Giulia |

Nota bene: sulla piattaforma satellitare Sky Italia, su Rai 3 HD (sia su Tivùsat sia sul digitale terrestre) e sullo streaming in diretta sul portale RaiPlay, non essendo possibile sezionare il segnale territorialmente, vengono trasmessi a rotazione settimanale i notiziari, il meteo e la rubrica Buongiorno Regione di Piemonte, Lazio, Lombardia e Campania. Sulla piattaforma satellitare Tivùsat, inoltre, è possibile consultare la programmazione di tutte le regioni a partire dal 18 dicembre 2020.
| Nome                     | LCN    | LCN     | LCN | Streaming | Streaming | Area geografica |
| Nome                     | DTT    | Tivùsat | Sky | RaiPlay   | Rai TV+   | Area geografica |
| ------------------------ | ------ | ------- | --- | --------- | --------- | --------------- |
| Rai 3 TGR Abruzzo        | 3, 816 | 316     | NO  | NO        | SI        | Centro-Sud      |
| Rai 3 TGR Alto Adige     | 3, 806 | 306     | NO  | NO        | SI        | Nord-Est        |
| Rai 3 TGR Basilicata     | 3, 820 | 320     | NO  | NO        | SI        | Sud             |
| Rai 3 TGR Calabria       | 3, 821 | 321     | NO  | NO        | SI        | Sud             |
| Rai 3 TGR Campania       | 3, 818 | 318     | NO  | NO        | SI        | Sud             |
| Rai 3 TGR Emilia-Romagna | 3, 811 | 311     | NO  | NO        | SI        | Nord-Est        |
| Rai 3 TGR FVG            | 3, 809 | 309     | NO  | NO        | SI        | Nord-Est        |
| Rai 3 Bis FJK            | 3, 810 | 310     | NO  | NO        | SI        | Nord-Est        |
| Rai 3 TGR Lazio          | 3, 815 | 315     | NO  | NO        | SI        | Centro          |
| Rai 3 TGR Liguria        | 3, 803 | 303     | NO  | NO        | SI        | Nord-Ovest      |
| Rai 3 TGR Lombardia      | 3, 804 | 304     | NO  | NO        | SI        | Nord-Ovest      |
| Rai 3 TGR Marche         | 3, 813 | 313     | NO  | NO        | SI        | Centro          |
| Rai 3 TGR Molise         | 3, 817 | 317     | NO  | NO        | SI        | Sud             |
| Rai 3 TGR Piemonte       | 3, 802 | 302     | NO  | NO        | SI        | Nord-Ovest      |
| Rai 3 TGR Puglia         | 3, 819 | 319     | NO  | NO        | SI        | Sud             |
| Rai 3 TGR Sardegna       | 3, 822 | 322     | NO  | NO        | SI        | Sud             |
| Rai 3 TGR Sicilia        | 3, 823 | 323     | NO  | NO        | SI        | Sud             |
| Rai 3 TGR Toscana        | 3, 812 | 312     | NO  | NO        | SI        | Centro          |
| Rai 3 Südtirol           | 3, 808 | 308     | NO  | NO        | SI        | Nord-Est        |
| Rai 3 TGR Trentino       | 3, 807 | 307     | NO  | NO        | SI        | Nord-Est        |
| Rai 3 TGR Umbria         | 3, 814 | 314     | NO  | NO        | SI        | Centro          |
| Rai 3 TGR Valle D'Aosta  | 3, 801 | 301     | NO  | NO        | SI        | Nord-Ovest      |
| Rai 3 TGR Veneto         | 3, 805 | 305     | NO  | NO        | SI        | Nord-Est        |